# Goldnackengimpel

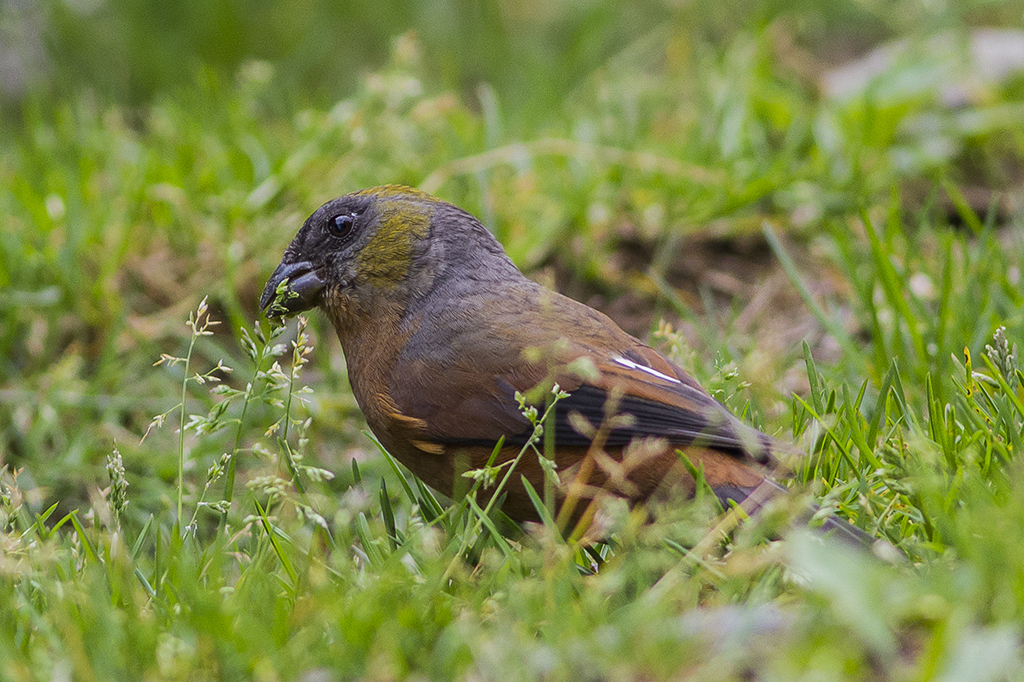
Weibchen

Der Goldnackengimpel (Pyrrhoplectes epauletta) ist ein in Asien vorkommender Singvogel aus der Familie der Finken (Fringillidae).

## Merkmale
Goldnackengimpel erreichen eine Länge von 13 bis 15 Zentimetern und ein Gewicht von etwa 19 Gramm. Zwischen den Geschlechtern besteht bezüglich der Gefiederfarbe ein deutlicher Sexualdimorphismus. Die Männchen sind nahezu komplett blauschwarz gefärbt. Lediglich der Hinterkopf, der Nacken sowie der Daumenfittich heben sich orange gelb ab. Die Weibchen haben ein dunkelgraues Gesicht. Wangen und Oberkopf sind olivgrün, das Rückengefieder geht von grau in graubraun über. Die Unterseite ist rotbraun, Flügel und Schwanzfedern sind dunkelbraun, wobei die Flügel einzelne weiße und schwarze Federn zeigen. Die Art ist aufgrund ihrer markanten Zeichnung unverwechselbar.

## Verbreitung, Unterarten und Lebensraum
Goldnackengimpel sind in Afghanistan, Pakistan, nordöstlichen Gebieten Indiens, Nepal, Tibet, Yunnan, Sichuan, und Myanmar zu finden. Bevorzugter Lebensraum sind Laubmischwälder und Rhododendronkulturen in Höhen zwischen 1400 und 4000 Metern. Unterarten werden nicht geführt.

## Lebensweise
Goldnackengimpel leben einzeln, paarweise und in kleinen Gruppen von bis zu fünf Individuen, ausnahmsweise bis zu 20 Tieren. Außerhalb der Brutperiode bilden sie zuweilen gemischte Verbände mit Rhododendrongimpeln (Carpodacus subhimachalus) und Nepalgimpeln (Procarduelis nipalensis). Sie ernähren sich in erster Linie von Samen, die sie überwiegend am Erdboden auflesen. Das Nahrungsspektrum wird durch Knospen, Beeren sowie kleine Insekten  ergänzt. Details zum Brutverhalten der Art müssen noch erforscht werden. In Nepal wurden Nester in Rhododendronsträuchern gefunden.

## Gefährdung
Die Bestände des Goldnackengimpels werden als stabil angesehen, sodass die Art von der Weltnaturschutzorganisation IUCN als „least concern = nicht gefährdet“ geführt wird.